# Paris
För andra betydelser, se Paris (olika betydelser).
Paris (franskt uttal: [paʁi]
 ( lyssna), [paˈriːs]) är Frankrikes huvudstad och en världsstad med månghundraårig historia som en av världens mest betydande städer. I Paris finns huvudkontoren för en rad internationella organisationer, bland andra OECD och UNESCO. I ingen annan stad i världen organiseras så många internationella konferenser, de båda storflygplatserna Charles-de Gaulle och Orly gör Paris till Europas näst största flygcentrum och tack vare ett väl utbyggt snabbtågsnät kan Paris ses som Europas viktigaste järnvägsnod.
Staden är belägen vid floden Seine och grundades av romarna under namnet Lutetia. Paris utgör ett eget departement i regionen Île-de-France. Staden delas in i 20 arrondissement. Paris innerstad har cirka 2,2 miljoner invånare och med förorter över 11 miljoner invånare. Paris är ett av världens viktigaste affärs- och kulturcentrum. Som en av de mest betydelsefulla globala städerna är Paris även ett viktigt politiskt, teknologiskt och konstnärligt centrum, samt ansedd som modets och gastronomins huvudstad.

## Historia
Området som idag kallas Paris tros ha varit bebott i minst 4 000 år. Staden tros ha grundats i mitten av 200-talet f.Kr. av den galliska stammen parisier. Romarna kallade staden Lutetia Parisiorum. Under Julius Caesars galliska krig erövrades staden år 51 f.Kr. och byggdes sedan upp med en rutnätsplan enligt romersk modell.
Under slutet av 400-talet e.Kr föll romarriket samman och år 486 erövrades staden av den frankiske kungen Klodvig I, som besegrade Galliens sista romerska ståthållare Syagrius. Paris var därefter ett av flera viktiga centra i det växande frankiska riket. 885-886 belägrades Paris av vikingar som dock inte lyckades inta staden. Paris härskare, den karonlingiske greven Odo, blev därefter vald till kung i det västfrankiska riket och under hans ättlingar gjordes Paris till centrum för det franska riksstyret kring år 1000.
Under 1100- och 1200-talen ökade Paris betydelse. På högra sidan av floden dominerade handel och hantverk, och den stora marknadsplatsen Hallarna anlades där 1183. På västra sidan dominerade universitetet som grundades under tidigt 1100-tal och är ett av världens äldsta. Den ursprungliga stadskärnan på ön Île de la Cité dominerades av kyrkan, och den stora katedralen Notre Dame uppfördes där mellan 1163 och 1345. Först i början av 1500-talet blev staden permanent kunglig residensstad och kung Frans I lät påbörja bygget av kungapalatset Louvren på flodens högra sida.
Under 1600- och 1700-talen var Paris Europas kulturella huvudstad och hade genom Frankrikes stormaktställning även en ledande politisk roll. Kring år 1800 var befolkningen ungefär en halv miljon, varav en sor del bodde i överbefolkade slumkvarter. Från 1800-talets mitt genomfördes en genomgripande stadsomvandling ledd av G.E. Haussmann. Man skapade ett mönster av långa, breda och raka boulevarder och avenyer som skar tvärs igenom det medeltida gatumönstret och möttes vid monumentalt utformade platser. I slutet av 1800-talet blomstrade näringslivet och staden var värd för flera världsutställningar, bland annat 1889 då Eiffeltornet byggdes.
Paris innerstad är fortfarande till stora delar präglad av det sena 1800-talets stadsplanering och arkitektur. För att skapa lokaler för nya verksamheter har man sedan 1958 gradvis byggt en ny kontors- och afärsstadsdel, La Défense utanför stadskärnan. Dess centrala byggnad är den 110 meter höga Grand Arche.

### Strider och omvälvningar
På 1200-talet hade köpmän och hantverkare i Paris en relativt stark självständighet i förhållande till kungamakten. På 13- och 1400-talet skedde flera revolter där borgarna krävde konstitutionella reformer som skulle skydda deras makt, men det ledde i stället till att de förlorade mycket av sitt självstyre.
Franska revolutionen inleddes med stormningen av fästningen Bastiljen i Paris den 14 juli 1789 och ledde till monarkins fall. Julirevolutionen 1830 och juniupproret 1832 var försök att störta den återetablerade monarkin och innefattade gatustrider och barrikader inne i Paris. Februarirevolutionen 1848 innebar nya gatustrider och ledde till att monarkin störtades. 1871 skedde ett nytt uppror till följd av nederlaget i det fransk-preussiska kriget och Paris styrdes i drygt två månader av den revolutionära Pariskommunen innan upproret slogs ned av regeringstrogna trupper.
Under andra världskriget hade den franska motståndsrörelsen mot den tyska ockupationen 1940–44 sitt centrum i Paris. Staden befriades av motståndsrörelsen och amerikanska styrkor den 25 augusti 1944.
I maj 1968 var Paris studenter en drivande kraft i Majrevolten och på Paris gator skedde sammandrabbningar mellan studenter och polis.

## Geografi

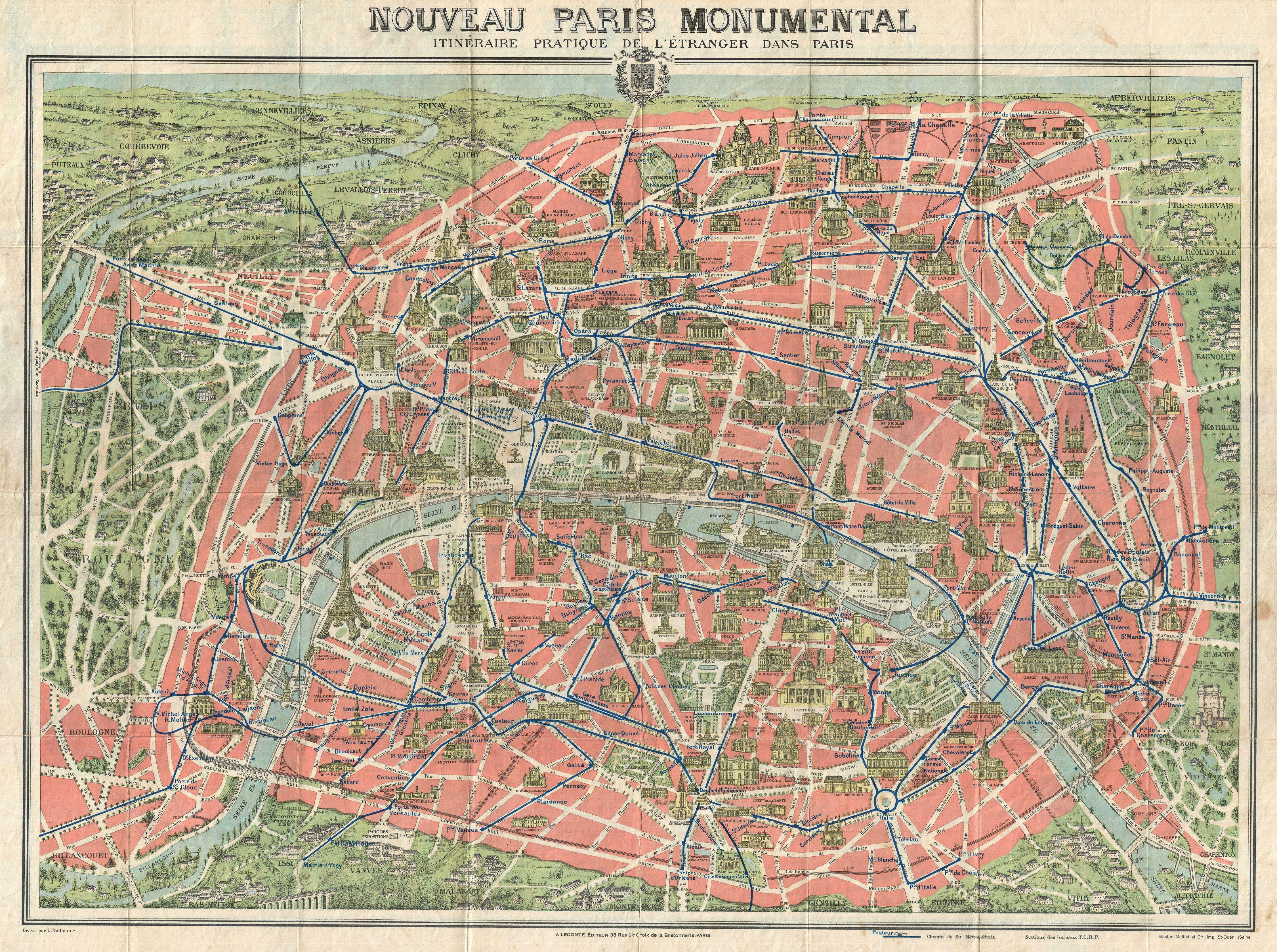
Centrala Paris på en turistkarta från 1928.

Paris ligger runt floden Seine och innerstaden delas in i högra stranden (rive droite) och vänstra stranden (rive gauche). I floden finns det två öar som utgör stadens historiska kärna: Île de la Cité, där man idag återfinner bland annat Conciergeriet (justitiepalatset) och katedralen Notre-Dame de Paris, och Île Saint-Louis, som ligger öster om den förra ön. Det finns fler än 30 broar i Paris.
Det egentliga Paris, det område som har Paris som postort, är cirka 11 kilometer i diameter som mest, och där bor omkring 2,2 miljoner människor. Till skillnad från många andra storstäder har Paris kvar sina officiella gränser från 1860. I storstadsregionen runt Paris bor fler än 11 miljoner människor. Innerstaden är indelad i tjugo distrikt, så kallade arrondissement. Dessa är numrerade 1er (premier), 2ème (deuxième) och så vidare till 20ème (vingtième) och numret anges ofta med romerska siffror. Det första arrondissementet ligger mitt i staden vid Seine, andra arrondissementet ligger rakt norr om första, och sedan slingrar sig tredje, fjärde och så vidare i en spiralform två och ett halvt varv medurs. Numreringen avspeglar ungefär hur Paris har vuxit med tiden genom att utanförliggande byar införlivats.[källa behövs] Paris saknar de stora bostadsområden som finns i de flesta städer. Eftersom staden är mycket kompakt och tätbefolkad finns restauranger, kaféer, affärer och kontor på nästan varje gata.

### Stadsdelar

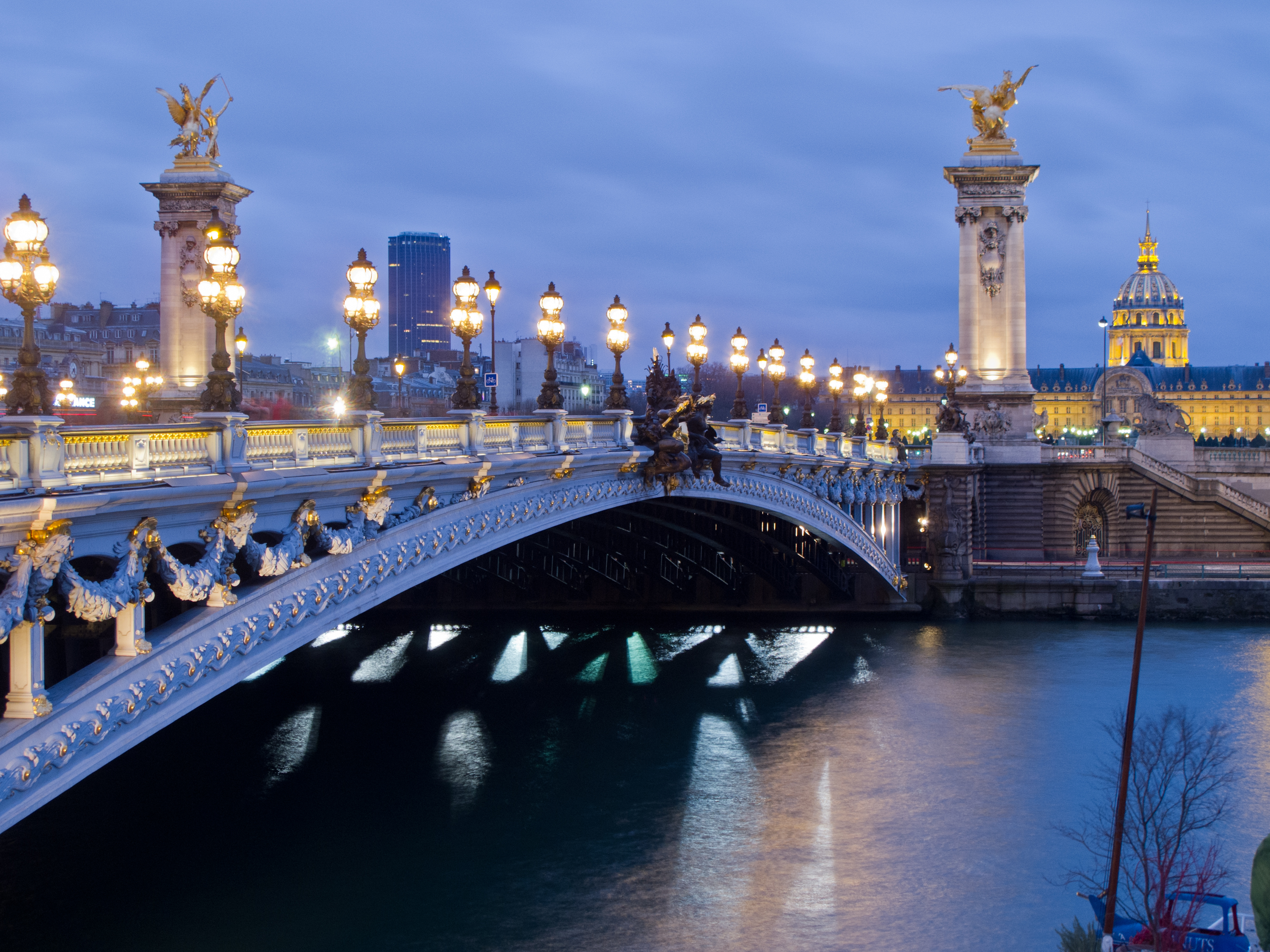
Brofäste vid Pont Alexandre III i Paris.

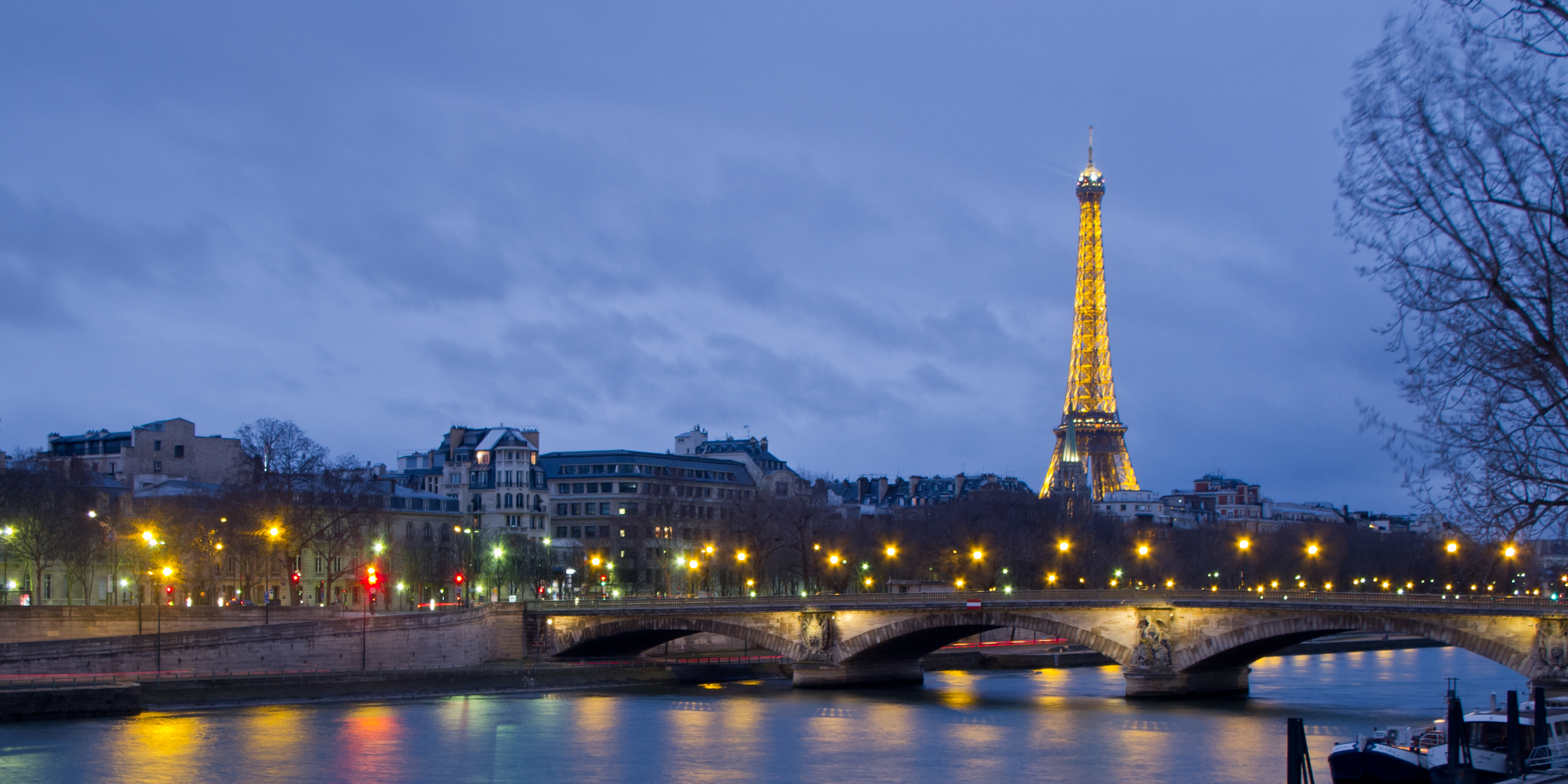
Seine, Pont des Invalides och Eiffeltornet på natten.

Arrondissementen är inte enbart en administrativ angelägenhet, utan fungerar även i informella sammanhang som positionsangivelser. Privata postadresser inom Paris har 750XX som postnummer, där XX är arrondissementets nummer, exempelvis 75002 och 75014.
De centralt belägna arrondissementen anses finare och är dyrare, medan det arrondissement som hyser flest överdådiga paradvåningar är det sextonde, beläget i sydvästra Paris mellan Seine och Bois de Boulogne. Söder om Eiffeltornet ligger det folkrikaste arrondissementet, det femtonde, som har drygt 225 000 invånare, medan det första har knappt 17 000 invånare. Arrondissementen söder om floden (vänstra stranden) har traditionellt förknippats med intellektuella, akademiker, konst och film, och där ligger Latinkvarteren, Saint Germain-kvarteren och Montparnasse. Centrala staden norr om floden (högra stranden) förknippas istället med affärer, och där ligger Louvren och de stora shoppingboulevarderna, men även Montmartre och Place de la Bastille.
Parallellt med arrondissementssystemet finns ett antal mer traditionella namn på stadsdelar, som till exempel Saint Germain, Quartier Latin, Marais, Montmartre, Montparnasse, Belleville och Menilmontant.

### Parker

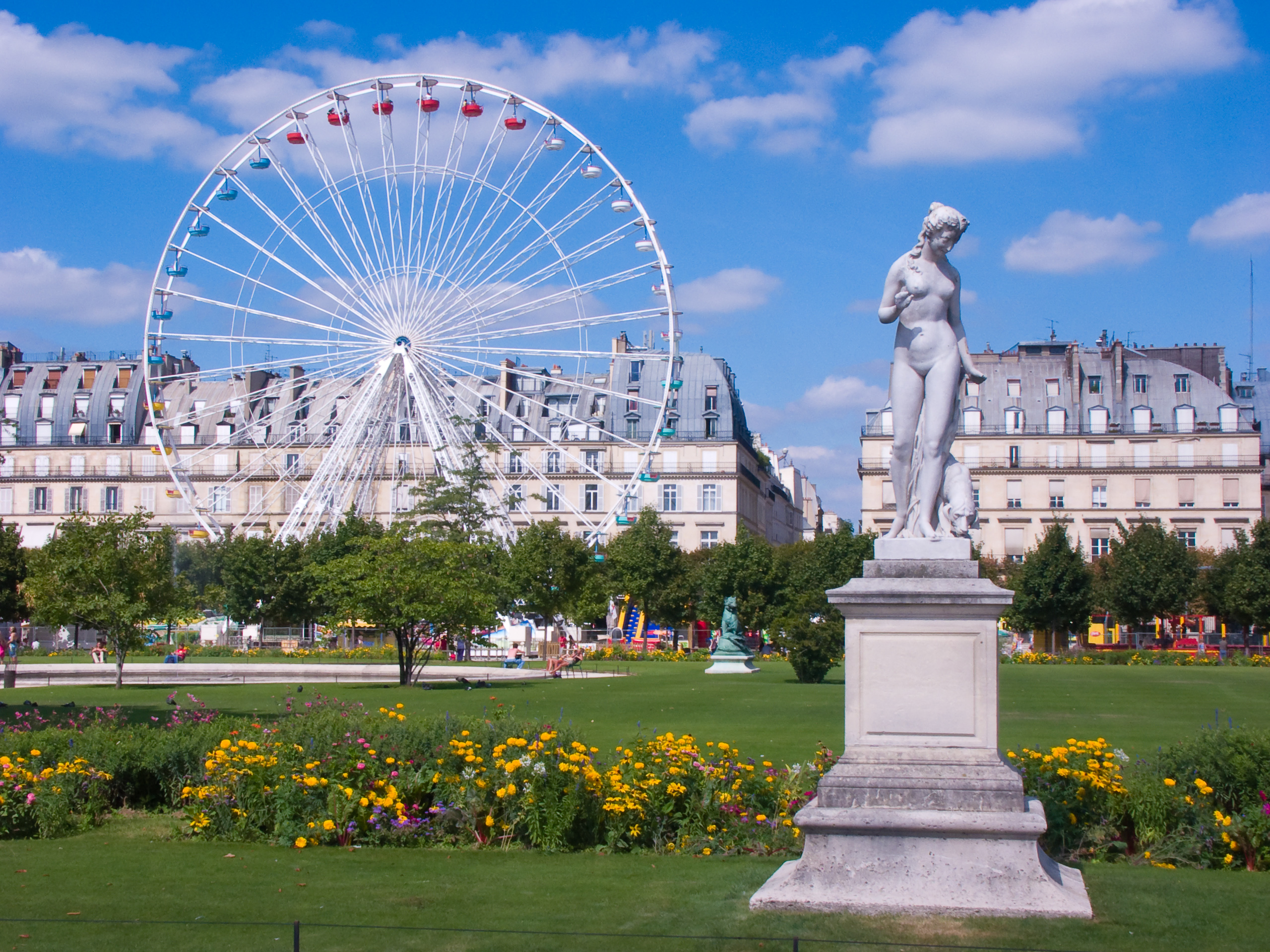
Tuilerieträdgården.

Paris innerstad berikas av flera parker, till exempel Jardin du Luxembourg i sjätte arrondissementet, Jardin des Tuileries väster om Louvren, Parc des Buttes Chaumont i nittonde arrondissementet och Parc Montsouris i fjortonde arrondissementet. Utöver detta finns det en botanisk trädgård, Jardin des Plantes, gravplatserna Père Lachaise och Montparnassekyrkogården) samt ett antal öppna fält av symmetrisk paradkaraktär, exempelvis Champs de Mars (Marsfälten) framför Eiffeltornet.
I utkanten av innerstaden, vid gränsen mot de förorter som i rent juridisk bemärkelse inte tillhör Paris, finns två större parker, Bois de Boulogne i väster och Bois de Vincennes i öster.

### Klimat
Paris har ett maritimt klimat med milda och små temperaturskillnader mellan årstiderna och som sällan har extremt höga eller låga temperaturer. Somrarna är varma med temperaturer på ca 22–25 °C dagtid och nattetid 13–16 °C. På vintrarna sjunker temperaturerna nästan aldrig under noll, och ligger som regel runt 3–8 °C. Snöfall i Paris är sällsynt och snön ligger sällan kvar länge.
Den högsta temperaturen som uppmätts i Paris var 40 °C den 28 juli 1947, och den lägsta var -24 °C den 10 december 1873. Under den europeiska värmeböljan 2003 hade Paris temperaturer på 38 °C under flera dygn, vilket orsakade dödsfall bland äldre.
|                                            | Jan | Feb | Mar | Apr | Maj | Jun | Jul | Aug | Sep | Okt | Nov | Dec |
| ------------------------------------------ | --- | --- | --- | --- | --- | --- | --- | --- | --- | --- | --- | --- |
| Normaldygnets maximitemperaturs medelvärde | 7   | 8   | 12  | 15  | 19  | 22  | 24  | 25  | 21  | 16  | 10  | 8   |
| Normaldygnets minimitemperaturs medelvärde | 3   | 3   | 5   | 7   | 11  | 13  | 16  | 15  | 13  | 9   | 5   | 4   |
|                                            |     |     |     |     |     |     |     |     |     |     |     |     |
| Nederbörd                                  | 54  | 44  | 49  | 53  | 65  | 55  | 63  | 43  | 55  | 60  | 52  | 59  |

| Diagram | temperaturer i °C • månadsnederbörd i mm | temperaturer i °C • månadsnederbörd i mm | temperaturer i °C • månadsnederbörd i mm | temperaturer i °C • månadsnederbörd i mm | temperaturer i °C • månadsnederbörd i mm | temperaturer i °C • månadsnederbörd i mm | temperaturer i °C • månadsnederbörd i mm | temperaturer i °C • månadsnederbörd i mm | temperaturer i °C • månadsnederbörd i mm | temperaturer i °C • månadsnederbörd i mm | temperaturer i °C • månadsnederbörd i mm | temperaturer i °C • månadsnederbörd i mm |
|         | 54 7 3                                   | 44 8 3                                   | 49 12 5                                  | 53 15 7                                  | 65 19 11                                 | 55 22 13                                 | 63 24 16                                 | 43 25 15                                 | 55 21 13                                 | 60 16 9                                  | 52 10 5                                  | 59 8 4                                   |

## Styre och politik
Efter den omorganisation av Paris-regionen som lagstadgades den 10 juli 1964 och trädde i kraft den 1 januari 1968 är staden Paris på samma gång ett département och en commune. Före denna lagändring räknades – sedan 1790 – Paris som huvudort i departementet Seine.
I motsats till andra franska städer finns ingen intercommunalité, alltså samarbete mellan kommuner, mellan Paris och stadens förorter. Området för staden Paris täcker alltså enbart själva stadskärnan, och inte de omkringliggande områdena.
Departementet Ville de Paris består av en enda kommun, vilken är indelad i 20 stadsarrondissement. Dessa fastställdes vid den sista markutvidgningen av Paris 1860 och ersatte den tidigare indelningen i 12 arrondissement som hade fastställts den 11 oktober 1795.
Beslutande kommunala organ är borgmästaren (Maire de Paris) och stadsfullmäktige (Conseil de Paris). Varje stadsarrondissement har också ett kommunalråd (Officier Municipale), utnämnt av borgmästaren, och ett folkvalt fullmäktige.

### Paris borgmästare

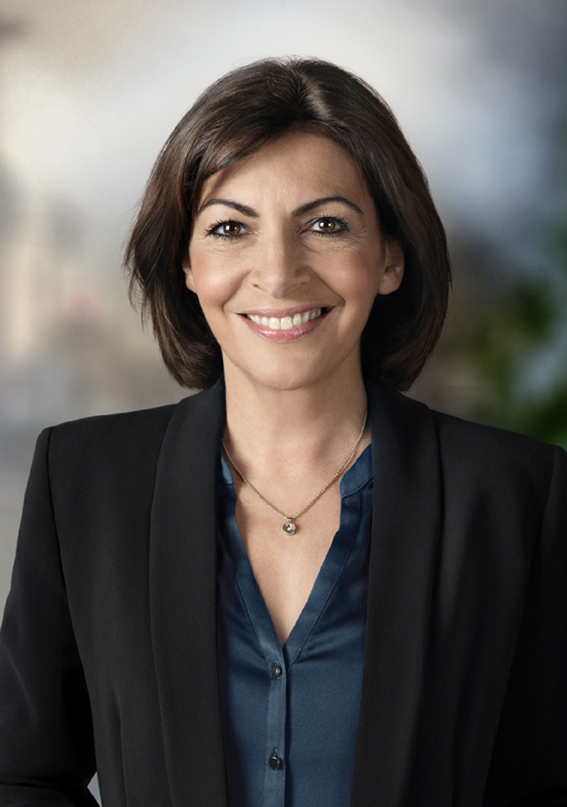
Anne Hidalgo, Paris borgmästare sedan 2014.

- Jean Sylvain Bailly: 15 juli 1789 till 18 november 1791
- Jérôme Pétion: 18 november 1791 till 15 oktober 1792
- Philibert Borie: 7 till 13 juli 1792 interimsborgmästare
- René Boucher: 15 oktober till 2 december 1792 interimsborgmästare
- Henri Lefèvre d'Ormesson: 21 november 1792 drog sig tillbaka
- Nicolas Chambon: 1 december 1792 till 4 februari 1793
- Jean-Nicolas Pache: 14 februari 1793 till 10 maj 1794
- Jean-Baptiste Fleuriot-Lescot: 10 maj till 17 juli 1794

borgmästarskapet indraget till 1848
- Louis-Antoine Garnier-Pages: 24 februari till 5 mars 1848
- Armand Marrast: 9 mars till 19 juli 1848

borgmästarskapet indraget till 1870
- Étienne Arago: 4 september 1870 till 15 november 1870
- Jules Ferry: 15 november 1870 till 5 juni 1871

borgmästarskapet indraget till 1977
- Jacques Chirac: 20 mars 1977 till 16 maj 1995
- Jean Tiberi: 22 maj 1995 till 24 mars 2001
- Bertrand Delanoë: 25 mars 2001 till 5 april 2014
- Anne Hidalgo: 5 april 2014 - (mandatet pågår)

### Polisprefekten
Polisprefekten i Paris (Préfet de Police) är en prefekt, motsvarande landshövding, med utvidgade befogenheter i förhållande till de vanliga prefekterna i landsorten. Polisprefekten har både statliga och kommunala uppgifter och fungerar jämte borgmästaren som verkställande myndighet för Paris stadsfullmäktige. Polisprefekten deltar tillsammans med borgmästaren i stadsfullmäktiges sammanträden och kan begära att stadsfullmäktige eller stadsarrondissementsfullmäktige sammankallas. Polisprefekt sedan 2012 är Bernard Boucault.
Statliga uppgifter
- Ansvara för huvudstadens säkerhet
- ansvara för den statliga polisförvaltningen i huvudstaden
- vara chef för kriminalpolisen
- polismyndighet[förtydliga] i Paris och departementen Hauts-de-Seine, Seine-Saint-Denis och Val-de-Marne
- vara civilbefälhavare i Paris försvarszon (de åtta departement som utgör Île-de-France)
- ansvara för den operativa ledningen av järnvägstransportsäkerheten i Île-de-France.

Kommunala uppgifter
- Ansvara för den kommunala polisförvaltningen.

Polisprefekturen är den förvaltningsmyndighet som biträder polisprefekten med att genomföra sina uppgifter. 43 % av polisprefekturens budget anslås av Paris stadsfullmäktige. Resten anslås av inrikesministeriet.
Polisprefekturens organisation
- Regional kriminalpolisdirektion
- regional kriminalunderrättelsedirektion
- urban närpolisdirektion
- direktion för utrycknings- och trafikpolis
- teknisk och logistisk direktion
- generalinspektion
- administrativ polisdirektion
- trafik- och hälsovårdsinspektion.

## Ekonomi och näringsliv
Storstadsområdet kring Paris är en av motorerna i den globala ekonomin. Stora multinationella bolag som L'Oréal, LVMH, Total S.A., Axa S.A., Société Générale, Carrefour och Peugeot har sina huvudkontor i stadens affärsdistrikt. Sedan Brexit har även European Banking Authority (EBA) sitt säte i Paris.
Bruttonationalprodukten (BNP) i Parisområdet Île-de-France beräknades 2009 till 552,1 miljarder euro, vilket motsvarade nästan 30 procent av hela Frankrikes BNP, samtidigt som stadens befolkning utgjorde 18,8 procent av hela landets befolkning. År 2016 beräknades BNP för Parisområdet till 681 miljarder euro, vilket motsvarade 31 procent av Frankrikes BNP. Om Paris hade varit ett land så hade det varit världens femtonde största ekonomi.[källa behövs] Enligt siffror från Eurostat stod Paris för 4,5 procent av BNP i EU (med 25 medlemsstater), samtidigt som befolkningen var 2,45 procent av EU:s totala.[källa behövs] Storstadsområdet Paris är världens tjugoförsta största metropol befolkningsmässigt och hamnade på en femteplats vid en jämförelse av dessa metropolers BNP, utförd av PwC.
Vid 1999 års folkräkning var 5 089 170 personer anställda i storstadsområdet Paris, varav 31,5 procent arbetade i Paris innerstad och 16 procent i Hauts-de-Seine (92) där affärsdistriktet La Défense ligger, medan de återstående 52,5 procenten arbetade i förorterna.[källa behövs]

### Sektorer
Paris ekonomi är mycket diversifierad och har inte specialiserats. Turistindustrin upptog till exempel 3,6 procent av den totala arbetsstyrkan i storstadsområdet (1999) och är alltså ingen huvudgren inom ekonomin. Paris ekonomi är huvudsakligen en serviceekonomi. Tillverkningsindustrin är fortfarande viktig, men volymen har minskat under senare tid. Det finns en tydlig trend mot förädlingstjänster, speciellt affärstjänster.
Mångfalden i Paris ekonomi avspeglade sig i folkräkningen 1999 där 16,5 procent av de 5 089 170 personer som var anställda i storstadsområdet arbetade inom affärstjänster, 13,0 procent inom handel, 12,3 procent med tillverkning, 10,0 procent inom offentlig administration och försvar, 8,7 procent med sjukvård, 8,2 procent med transporter och kommunikation, 6,6 procent med utbildning och de återstående 22 procenten inom övriga ekonomiska sektorer. Bland tillverkningsindustrin var el- och elektronikindustrin den största med 17,9 procent av den totala arbetsstyrkan inom tillverkningsindustrin (1999). Förlagsverksamhet och tryckerier anställde 14,0 procent och de återstående 68,1 procenten var fördelade mellan olika andra slags industrier.

### Turism
| Topp 10: turistattraktioner i Paris 2004 (miljoner besökare) | Topp 10: turistattraktioner i Paris 2004 (miljoner besökare) |
| ------------------------------------------------------------ | ------------------------------------------------------------ |
| Notre-Dame de Paris                                          | 12,8                                                         |
| Disneyland Resort Paris                                      | 12,4                                                         |
| Sacré-Cœur, Montmartre                                       | 8,0                                                          |
| Louvren                                                      | 6,6                                                          |
| Eiffeltornet                                                 | 6,2                                                          |
| Centre Pompidou                                              | 5,4                                                          |
| Slottet i Versailles                                         | 3,3                                                          |
| Cité des Sciences et de l'Industrie, Parc de la Villette     | 2,8                                                          |
| Musée d'Orsay                                                | 2,6                                                          |
| Parc Astérix                                                 | 1,8                                                          |

Paris besöks årligen av cirka 30 miljoner utländska turister. År 2019 rankades staden som den andra mest besökta i världen, efter Bangkok. Populära turistattraktioner är bland annat Eiffeltornet, Notre-Dame, Sacré-Cœur, Louvren, Triumfbågen och Champs-Élysées. Staden är även en av världens dyraste (tvåa bakom Singapore).
Paris besöks årligen av över 30 miljoner turister, vilket gör staden till världens näst populäraste resmål. Bland de största turistattraktionerna finns kyrkorna Notre-Dame de Paris och Sacré-Cœur, konstmuseerna Louvren och Musée d'Orsay, liksom Slottet i Versailles, Eiffeltornet, kyrkogården Père-Lachaise och Disneyland Resort Paris.

#### Hotell
Paris är känt för sina eleganta hotell av vilka flera ligger vid Tuilerierna och Place Vendôme. Här finns till exempel Hotel Ritz, ”George V” och Hotel Intercontinental.

#### Andra sevärdheter
- Disneyland Resort Paris
- Flèche d'or Café
- Jardin des Plantes – botanisk trädgård
- La Petite Ceinture – nedlagd järnväg
- Saint-Martin-kanalen
- Shakespeare and Company
- Quai Saint-Bernard
- La Défense – modernt kontorsområde med modern arkitektur
- Champs-Élysées
- Cité des sciences et de l'industrie – teknik- och vetenskapsmuseum/aktivitetspark i stadsdelen Vilette

## Kommunikationer
Kollektivtrafiken (pendeltåg, metro, spårvagnar, bussar med mera) drivs av företaget RATP och kollektivtrafiken i Parisregionen samordnas av Syndicat des transports d'Île-de-France (STIF), tidigare Syndicat des transports parisiens (STP).
En studie publicerad år 2015 visade att män hade sexuellt trakasserat nära nog varje fransyska som regelbundet använder offentliga kommunikationer i Paris.

### Pendeltåg
Paris har ett omfattande pendeltågsnät med RER-tåg. Under centrala Paris går pendeltågen i långa tunnlar med underjordiska stationer, utanför staden går de i marknivå. Linjerna är uppkallade efter alfabetet och heter Linje A, B, C, D och E. Till Disneyland utanför Paris går pendeltågslinje A (röd på kartan) mot Marne-la-Vallée. Till storflygplatsen Charles de Gaulle går linje B (blå på kartan). RER-tågen A-linje besörjer transport mellan centrala staden till området La Défense.

### Metro

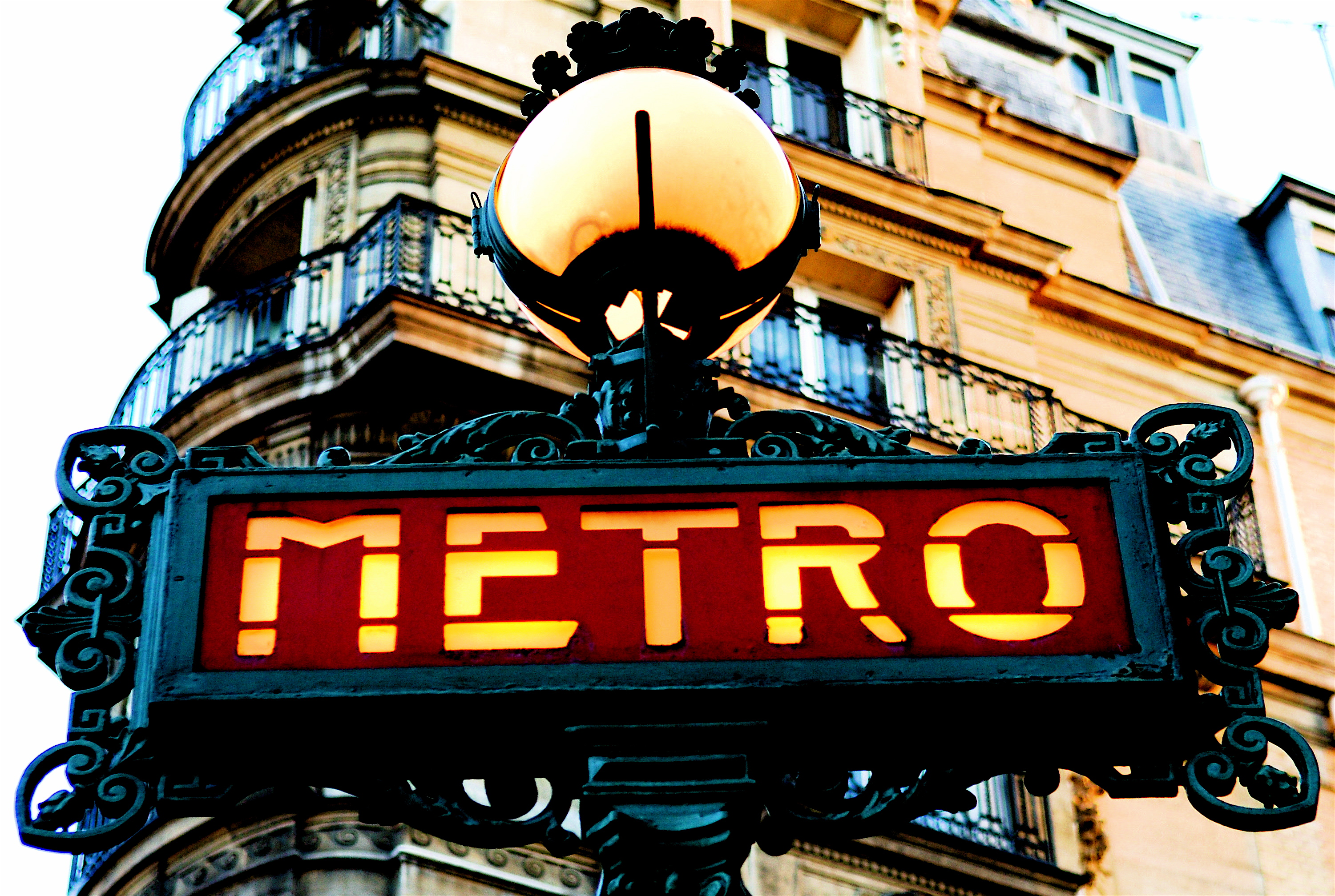
Metroskylt.

Paris metro är ett av världens största tunnelbanenät. Metron har tätt med stationer runt om i Paris och man kan ta sig lätt till de flesta platser med denna. Metron består av 16 linjer varav linje 14 är den senast byggda från 1998. Några av Metrolinjerna går utomhus, exempelvis linje 6 mellan stationerna Passy och Bir-Hakeim där en bro leder tågen över Seine förbi Eiffeltornet. Ett karakteristiskt drag för metron är det system av gångtunnlar som leder trafikanterna till perronger, utgångar och andra linjer. En anledning till detta är att rälsen är placerad i mitten av stationen, med en perrong på vardera sidan, beroende på färdriktning. Att byta färdriktning innebär att man måste ta trappor över eller under rälsen, något som kan vara snabbt gjort eller medföra en del omvägar. Att färdas med metro som rörelsehindrad eller med exempelvis barnvagn är svårt, men vissa stationer är anpassade för rörelsehindrade och dessa är ibland markerade med en rullstol på metrokartan.

### Spårvagn
Paris spårvägar kallas för tramway och finns enbart ute i Paris ytterområden. Spårvagnslinjerna knyter samtliga samman ett antal tunnelbane- samt RER-linjer i utkanten av staden.

### Tåg

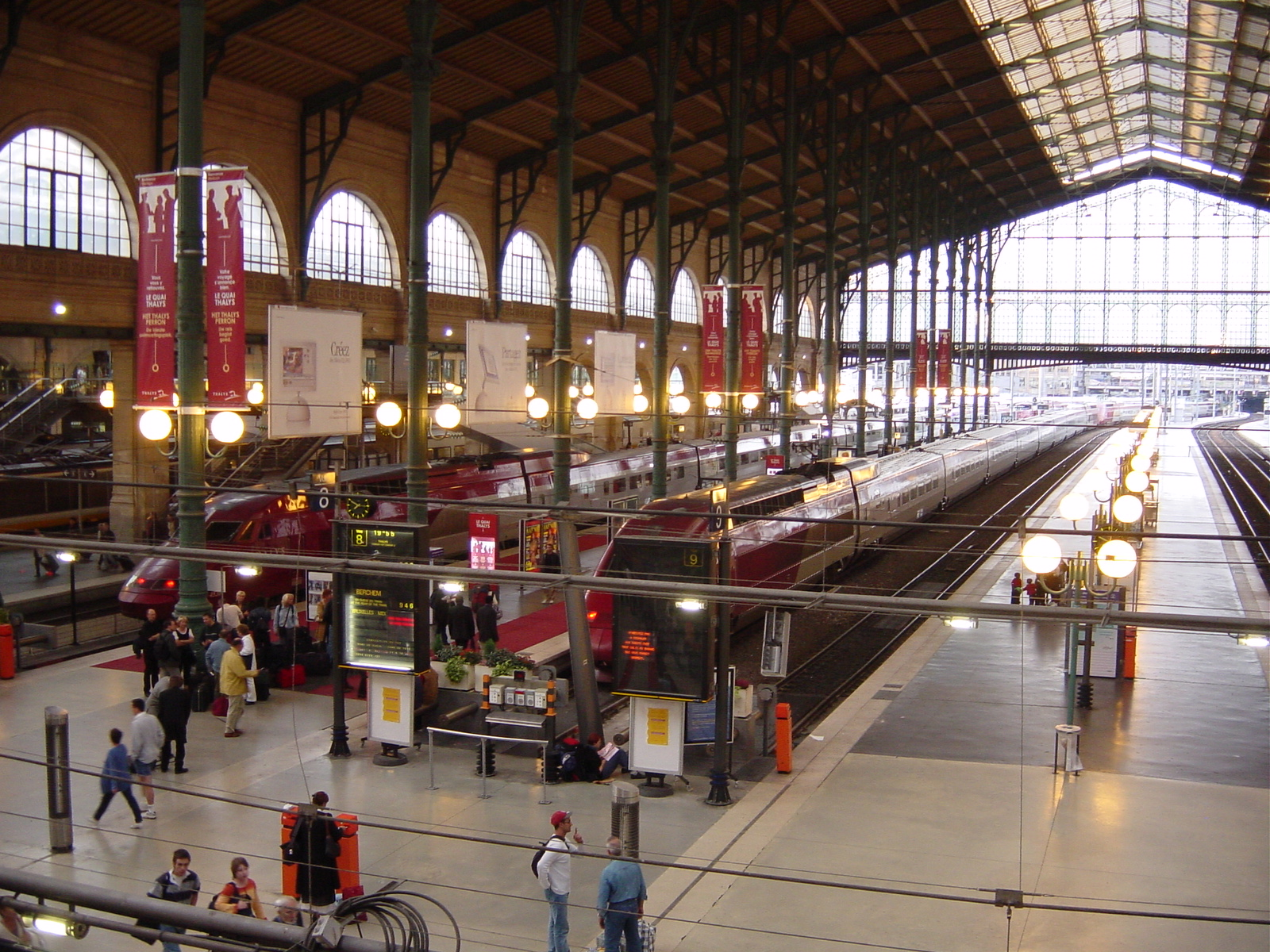
Bild inifrån Gare du Nord.

Paris med sina sex större järnvägsstationer (Paris Nord, Paris Montparnasse, Paris Est, Paris Lyon, Paris Austerlitz samt Paris Saint Lazare) är det centrala navet för de snabba TGV-tågen och de vanliga Corail-tågen. Järnvägsstationerna är sammankopplade med tunnelbanenätet och pendeltågsnätet.

### Flyg
Paris har fyra flygplatser. Paris-Charles de Gaulle flygplats (som också kallas Roissy) ligger norr om staden. Paris-Orly flygplats ligger i de södra förorterna. 75 kilometer norr om staden ligger Paris-Beauvais flygplats som trafikeras främst av charter- och lågprisflyg. Le Bourgets flygplats är den äldsta och används numera bara för flyguppvisningar och affärsjetplan/privatflyg.

### Vägar

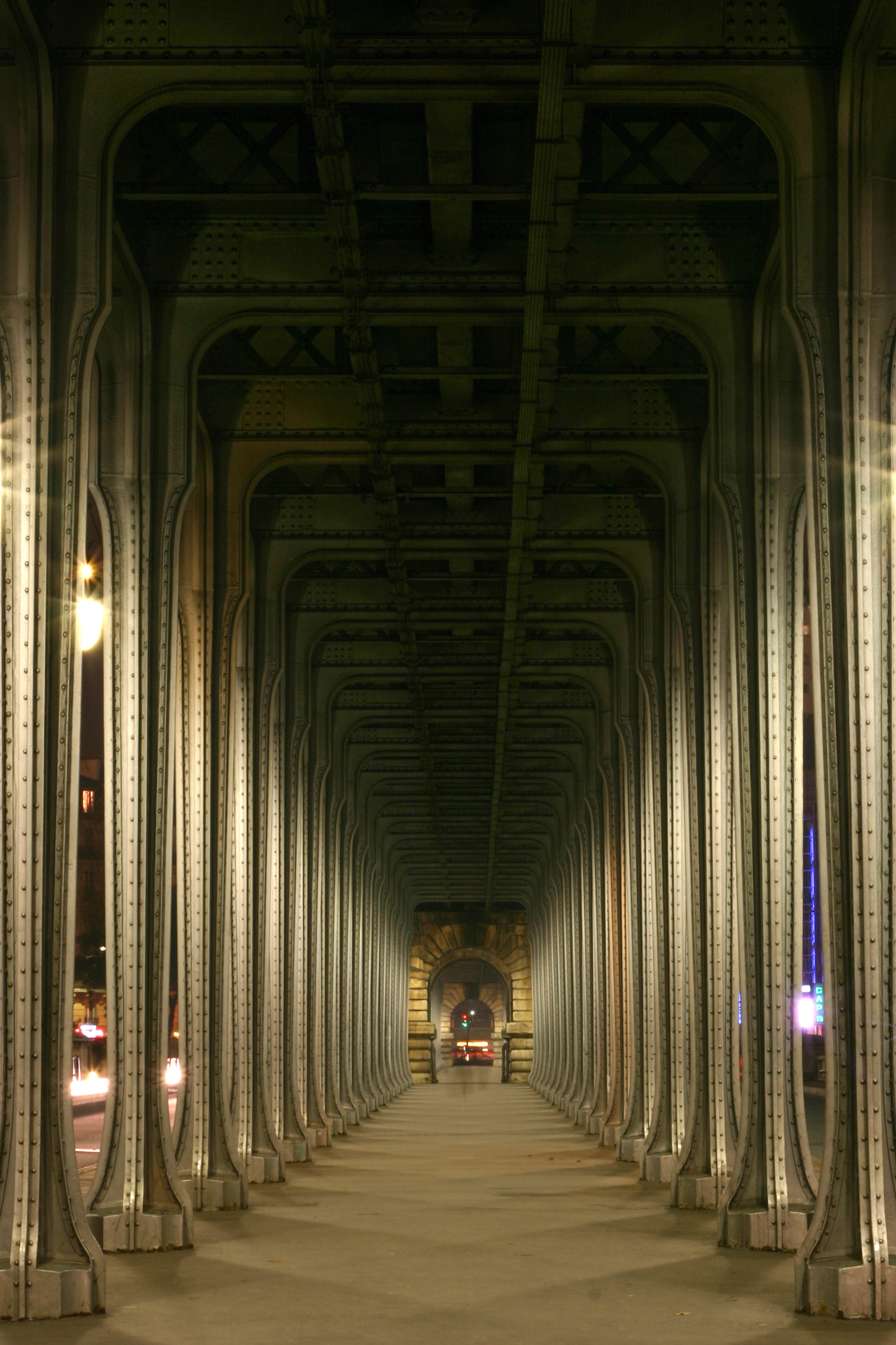
Passy-viadukten.

Kring Paris går kringfartsleden Périphérique som huvudsakligen följer samma väg som 1800-talets befästningar kring staden. På- och avfarterna kallas ”Portes” och motsvarar tidigare portar i befästningen. De flesta av dessa Portes har parkeringsplatser och besökare rekommenderas att lämna bilarna och ta anslutande metro istället. Trafiken i Paris är tät och det är svårt att hitta parkeringsplats inne i staden.
Från Paris utgår ett antal viktiga motorvägar som når ut till den största delen av landet.

## Demografi

### Befolkningstäthet
Vid 1999 års folkräkning var befolkningstätheten i Paris stad 20 164 invånare per kvadratkilometer. Undantaget parkerna Bois de Boulogne och Bois de Vincennes var befolkningstätheten 24 448 invånare per kvadratkilometer. Befolkningstätheten i centrala Paris före den industriella revolutionen var mellan 75 000 och 100 000 invånare per kvadratkilometer. Idag är det tätast befolkade arrondissementet i Paris det elfte med en befolkningstäthet på 40 672 invånare per kvadratkilometer (1999). Vissa kvarter i detta arrondissement har 100 000 invånare per kvadratkilometer.

### Stad och storstadsområde

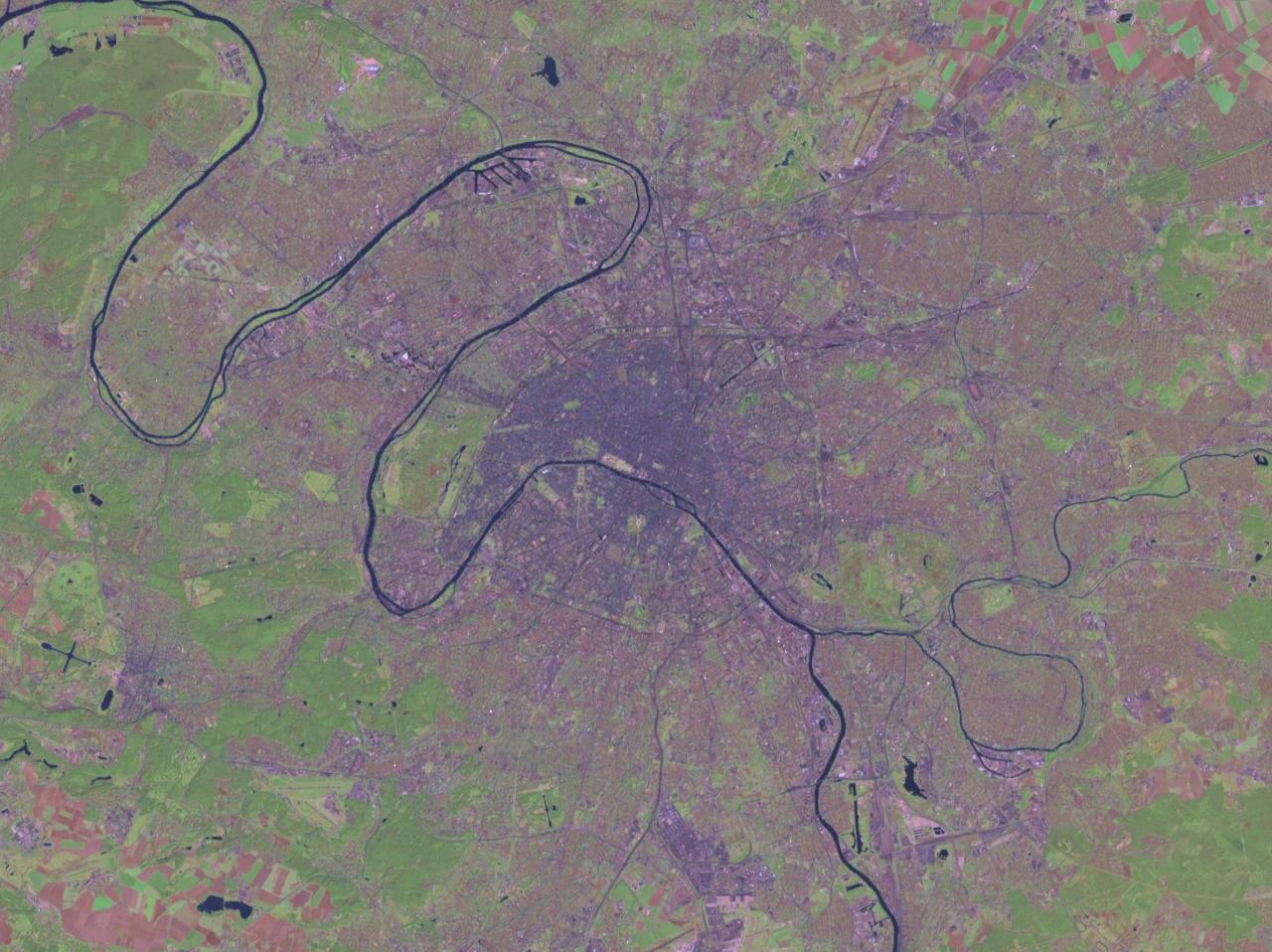
Satellitbild över Paris urbaniserade område.

Staden Paris utgörs av ett av Frankrikes departement, med ett invånarantal på 2 206 488 i januari 2018. Ytan täcker 105,397 km², varav en knapp femtedel (18,469 km²) upptas av parkerna Bois de Boulogne och Bois de Vincennes.
| Demografisk utveckling för Paris mellan 1801 och 1926 |           |           |           |
| 1801                                                  | 1851      | 1881      | 1926      |
| 547 800                                               | 1 053 000 | 2 240 000 | 2 871 000 |
|                                                       |           |           |           |

Paris urbaniserade område, Unité urbaine de Paris, var med sina 10 197 678 invånare i början av 2007 Europas näst folkrikaste, efter Moskva. Området täcker en yta på 2 723,03 km² och omfattar totalt 396 kommuner. De största förorterna är (i storleksordning) Boulogne-Billancourt, Argenteuil, Montreuil, Saint-Denis, Versailles, Nanterre, Créteil, Aulnay-sous-Bois, Vitry-sur-Seine och Colombes.
Paris hela storstadsområde, Aire urbaine de Paris, består av 1 584 kommuner. Med en yta på 14 518,30 km² och 11 836 970 invånare i början av 2007 är Parisområdet ett av Europas folkrikaste storstadsområden, tillsammans med Moskva, London och Rhen-Ruhr-regionen.

### Utbildning och forskning
Skillnaden mellan Paris och resten av landet ser man särskilt på området utbildning. De mest ansedda lärosätena i Frankrike finns i Paris. 1257 grundades Sorbonne (Paris universitet), som är det äldsta franska universitetet. År 1968 delades universitetet i en reform i tretton oberoende delar som kallas Paris 1 till och med Paris 13. Fem av dessa ligger utanför staden, till exempel Université Paris-Saclay som ligger i Orsay. Andra högre lärosäten är Collège de France (öppnat 1530), Institut Catholique (öppnat 1875) och HEC Paris (öppnat 1881) och École du Louvre (öppnat 1882). Även prestigehögskolorna École Polytechnique (öppnad 1794), Conservatoire national des arts et métiers (öppnad 1794), École normale supérieure (ENS) och École nationale d'administration (ENA) har säte i Paris. École Polytechnique flyttade dock 1976 till förorten Palaiseau.
Kung Ludvig XI påbörjade anläggandet av Paris största offentliga bibliotek, Bibliothèque nationale, vilket rymmer fler än tio miljoner volymer. I slutet av 1996 invigdes nationalbibliotekets nya byggnad av president Jacques Chirac. Den mycket kända Académie française grundades 1635. Akademin ingår sedan 1803 i Institut de France.

## Kultur och stadsliv

### Marknader
Varje arrondissement har en egen marknadsplats, ofta utmed en trottoarkant eller liknande. Marknadernas sortiment efterföljer säsongens varor. På morgnarna, vid sextiden, börjar försäljarna packa upp varor och vid åtta brukar försäljningen av kött, grönsaker och frukt börja. Vid ettiden börjar marknaderna tömmas för att därpå stängas. Marknaderna äger vanligtvis rum två eller tre gånger i veckan på samma ställe. Försäljarna betalar en årlig avgift till den marknadsplats där de säljer.
På 400-talet hölls den första marknaden i Paris, på Île de la Cité. En av de sedan länge största grossistmarknaderna i världen, Hallarna, ligger i staden. Under stadssaneringen i slutet av 1960-talet ersattes Hallarna av ett stort centra, det idag så kallade "Forum des Halles", medan det före detta Hallarna flyttades utanför stadsmurarna. Det finns planer på att göra om hela Forum des Halles.

### Nöjen och nattliv
- Disneyland Paris - nöjespark för barnfamiljer
- Parc Astérix - nöjespark för barnfamiljer

Populära områden med klubbar och barer är bland andra:
- Châtelet-Les Halles (1:a)
- Place de la République (3:e / 11:e)
- Marais (4:e)
- Rue Mouffetard (5:e)
- Saint-Michel (5:e / 6:e)
- Champs-Élysées (8:e)
- Pigalle (9:e / 18:e)
- Canal Saint-Martin (10:e)
- Place de la Bastille (11:e)
- Rue Oberkampf (11:e)
- Rue de Lappe (11:e)
- La Butte-aux-Cailles (13:e)
- Montparnasse (14:e)

Klassiska nattklubbar med scenshower som även är stora turistattraktioner:
- Folies Bergère
- Le Lido
- Moulin Rouge

### Museer
Det 1793 grundade museet Louvren med över 30 000 utställningsföremål från antiken till slutet av 1800-talet räknas till de största och viktigaste museerna i världen.
I en tidigare järnvägsbyggnad på vänstra sidan av floden Seine finns sedan 1986 Musée d'Orsay, som visar målningar och skulpturer från mitten av 1800-talet till början av första världskriget. Flera av impressionismens främsta verk finns att beskåda.
1977 grundades Centre National d’Art et de Culture Georges-Pompidou (Centre Pompidou), som är en mycket känd turistattraktion i staden.
År 1985 öppnades Picassomuseet som är världens största samling av konstverk av denna konstnär. Museet ligger i Hôtel Salé.
I början av år 1997 öppnades Musée de la Musique.
Andra museer är Musée Rodin och Musée des arts et métiers, ett museum för hantverk och yrken där bland annat Foucaults pendel finns att se.

### Kyrkogårdar
- Père-Lachaisekyrkogården
- Montmartrekyrkogården
- Montparnassekyrkogården
- Paris har även ett flera mil långt system av katakomber, se Paris katakomber

### Teater
De viktigaste musikal- och teaterensemblerna i Frankrike har sitt säte i Paris. Teatern Comédie-Française eller Théâtre français är nationalteatern som huvudsakligen spelar klassiska pjäser i Molières tradition. Den grundades 1680 och mycket kända skådespelare som Sarah Bernhardt och Jean-Louis Barrault har varit verksamma vid teatern. Andra teatrar är Moulin Rouge, Théâtre des Bouffes-Parisiens, Théâtre des Champs-Elysées och Théâtre Feydeau.

### Musik
En gång om året anordnas i hela landet den breda musikfestivalen Fête de la musique. Under en dag uppträder tusentals artister samtidigt som amatörer uppmuntras att spela på ute på gatorna. Barer och pubar har ofta någon artist på plats. I Paris innebär denna dag, förutom ett överflöd av musik i näst intill varje kvarter och förort, ett enormt tryck på stadens gator och kollektivtrafik, som för 2005 års upplaga exceptionellt lät vissa utvalda metrolinjer rulla under natten. Evenemanget kan även leda till oroligheter, särskilt kring större torg och samlingsplatser, och kravallpoliser är en vanlig syn.

### Sport
Paris har tre gånger varit värd för de olympiska sommarspelen. Första gången var 1900, då spelen hölls tillsammans med en stor världsutställning och ansågs dåligt arrangerat. Andra gången, 1924, blev det ett betydligt bättre arrangemang. I staden arrangerades även olympiska sommarspelen 2024.
De populäraste klubbarna i Paris är fotbollslaget Paris Saint-Germain (PSG), basketlaget Paris-Levallois Basket samt rugbylaget Stade Français. I staden finns fler klubbar med ett stort antal medlemmar ofta ett större fokus på bredd än elit, det gäller t.ex. nyss nämnda Stade Français samt Racing Club de France. Det finns även fler fotbollsklubbar i Paris än Paris Saint-Germain, bland annat Paris FC, Red Star, RCF Paris och Stade Français Paris, de har dock varit betydligt mindre framgångsrika än PSG. I andra sporter spelar t.ex. Paris Volley (herrar) och Saint-Cloud Paris Stade Français (damer) på elitnivå i volleyboll.
Arenan Stade de France byggdes inför fotbolls-VM 1998 och rymmer 80 000 åskådare. På Stade de France spelades även finalen i Champions League 2005/2006 mellan Arsenal och FC Barcelona.
I Paris går även cykelloppet Tour de France i mål. Sedan 1975 avslutar man det alltid på Champs-Élysées.
Paris är viktig stad inom travsport med den franska huvudbanan Vincennesbanan som ligger strax utanför staden i området Joinville-le-Pont. Världens största travlopp Prix d'Amérique går av stapeln på banan varje år i slutet av januari som höjdpunkten under det franska vintermeetinget.
I Paris går även en av världens mest prestigefulla judotävlingar Grand Slam Paris varje år i AccorHotels Arena.

### Shopping
Många som besöker Paris passar på att handla eller bara ströva runt och titta på kläderna i de olika modevaruhusen; bland de stora märks Galeries Lafayette, Le Bon Marché, Bazar de l'Hôtel de Ville (BHV), La Samaritaine och Printemps.

## Sevärdheter

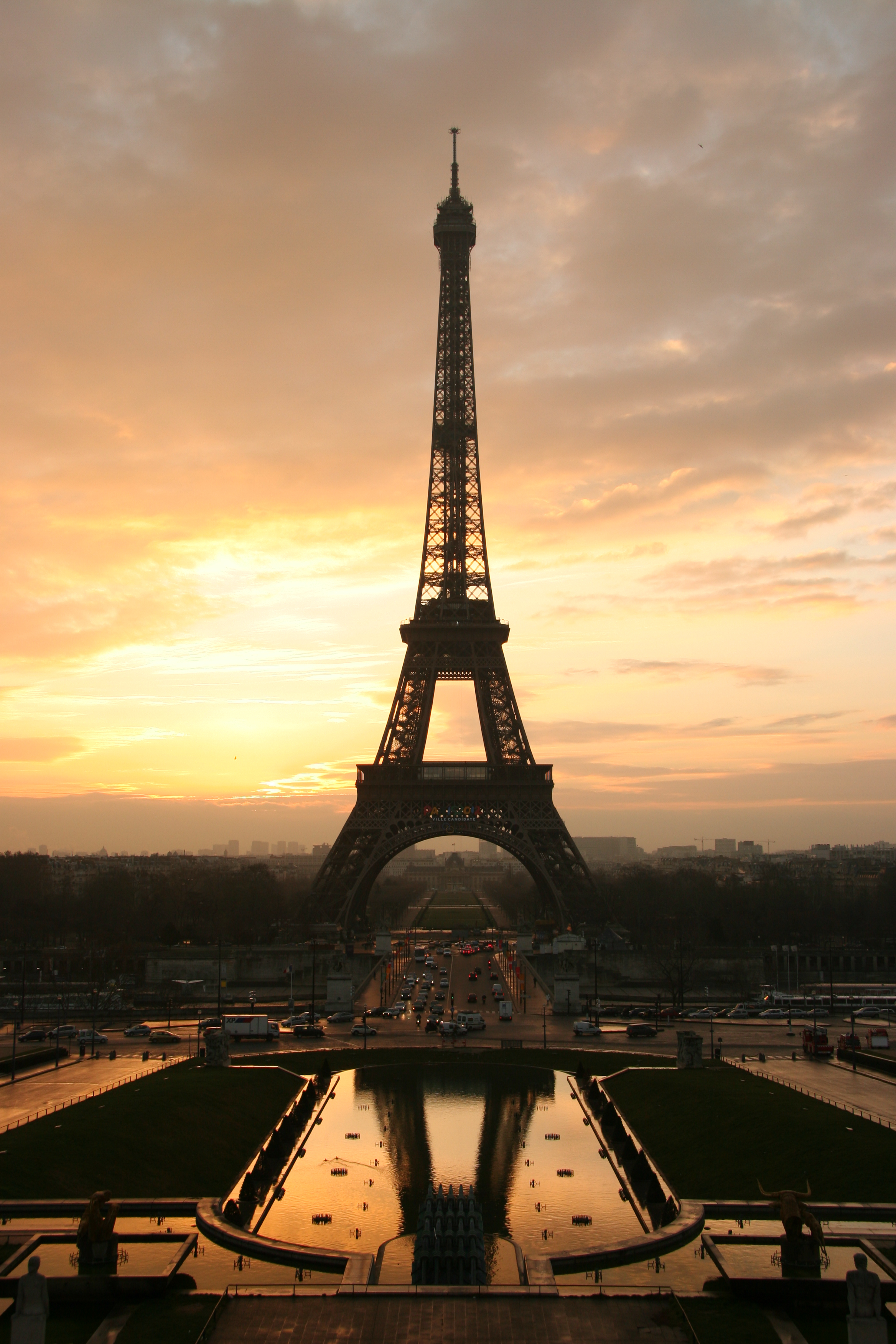
Eiffeltornet är både Paris och hela Frankrikes mest kända landmärke.

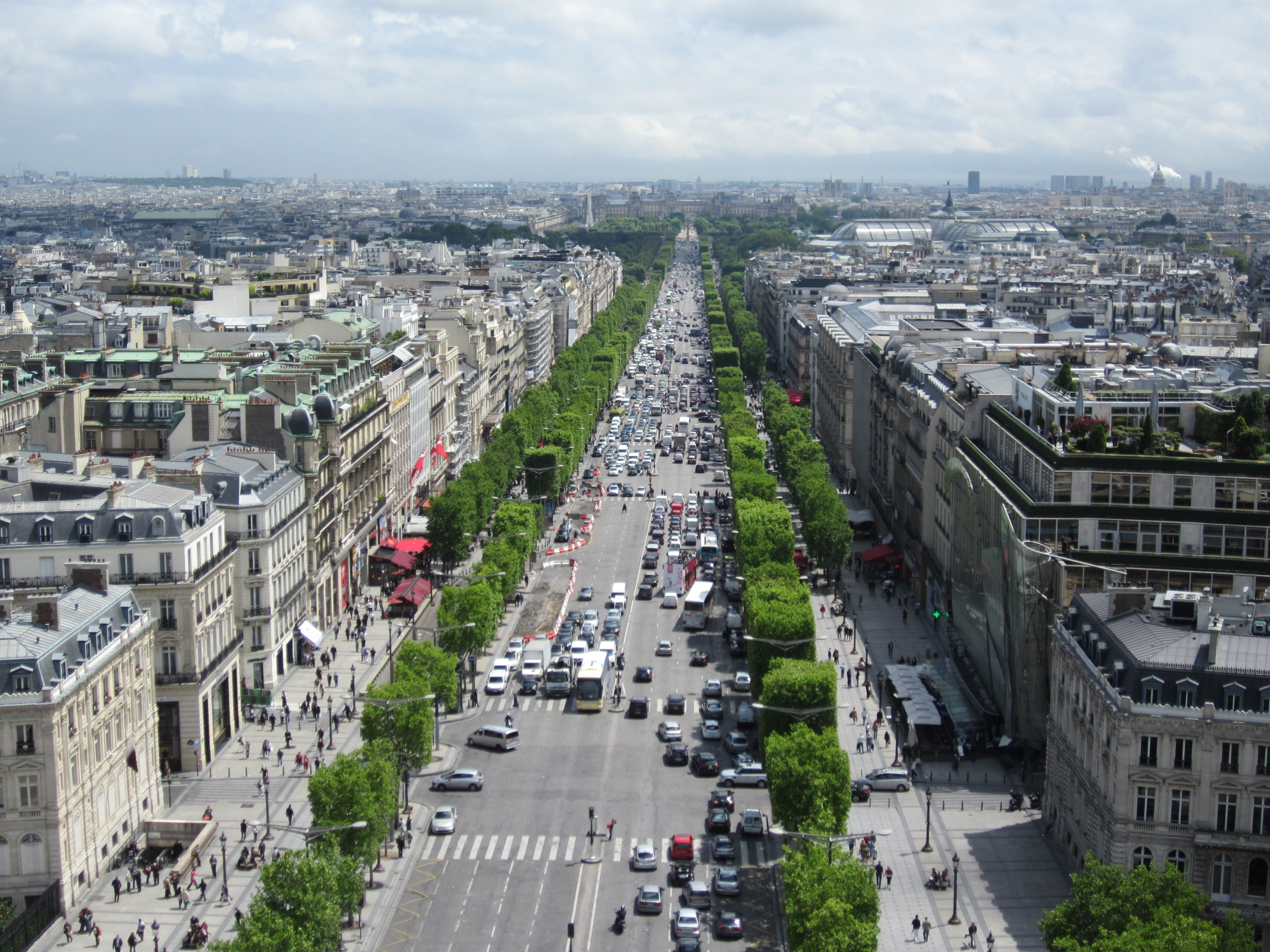
Champs-Élysées.

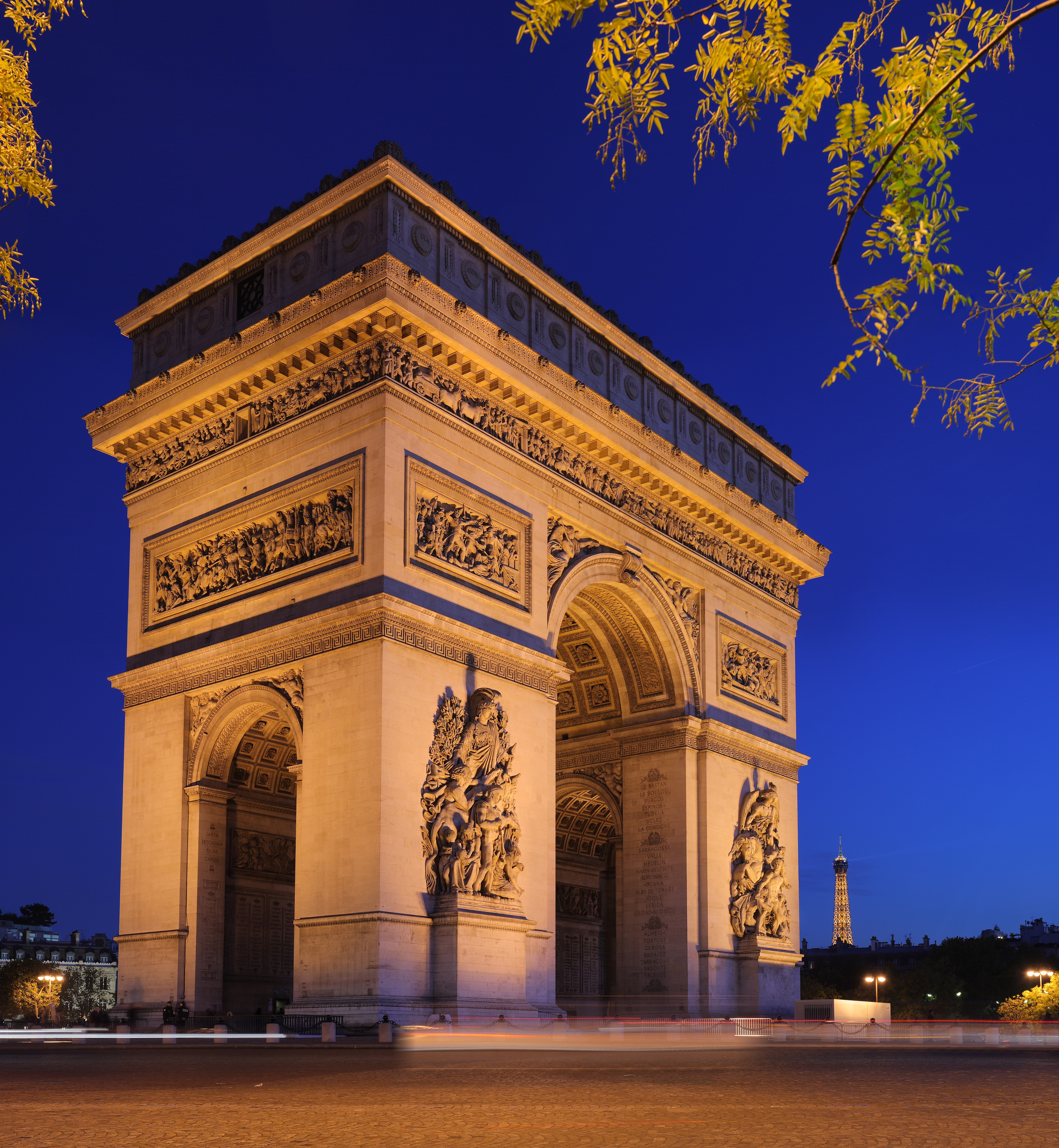
Triumfbågen.

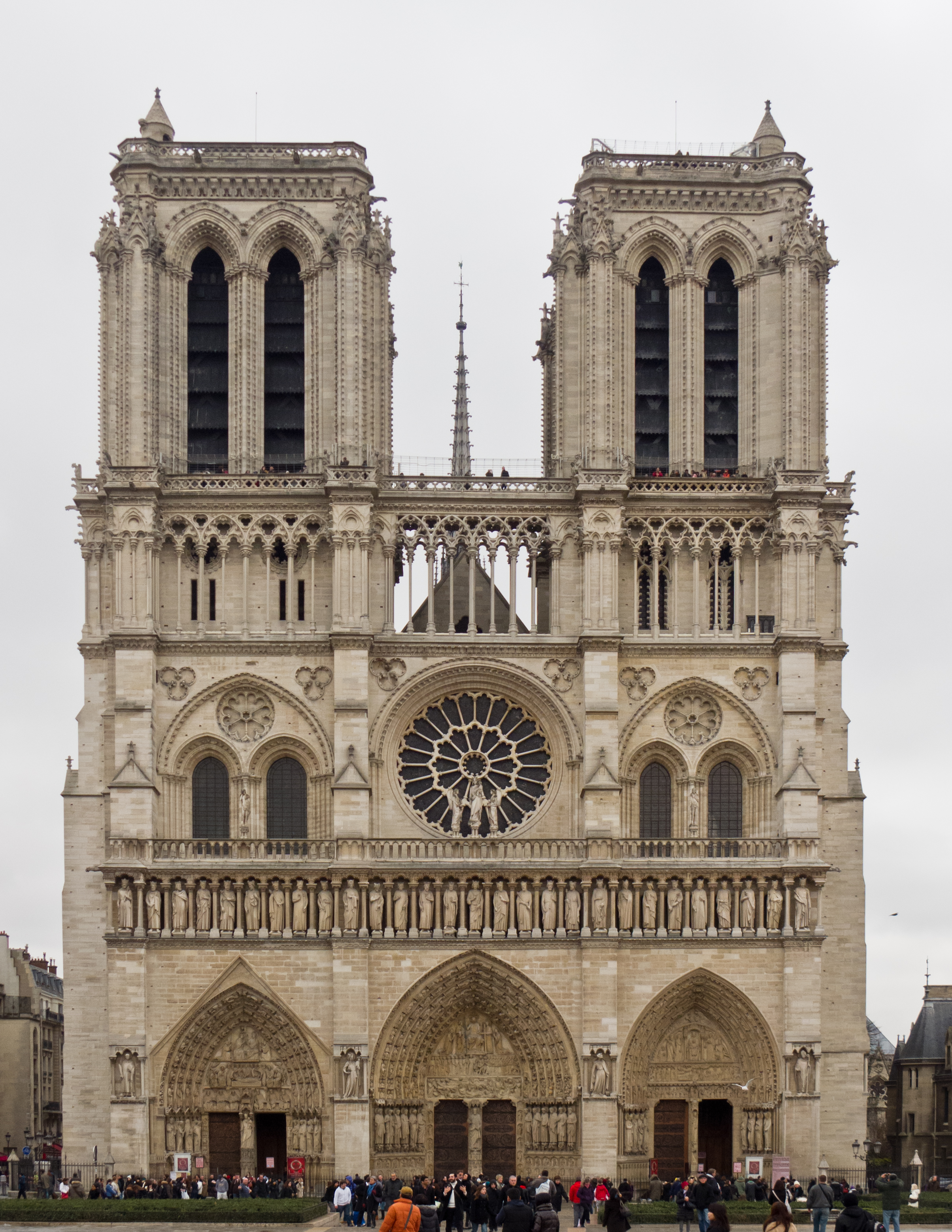
Notre-Dame de Paris.

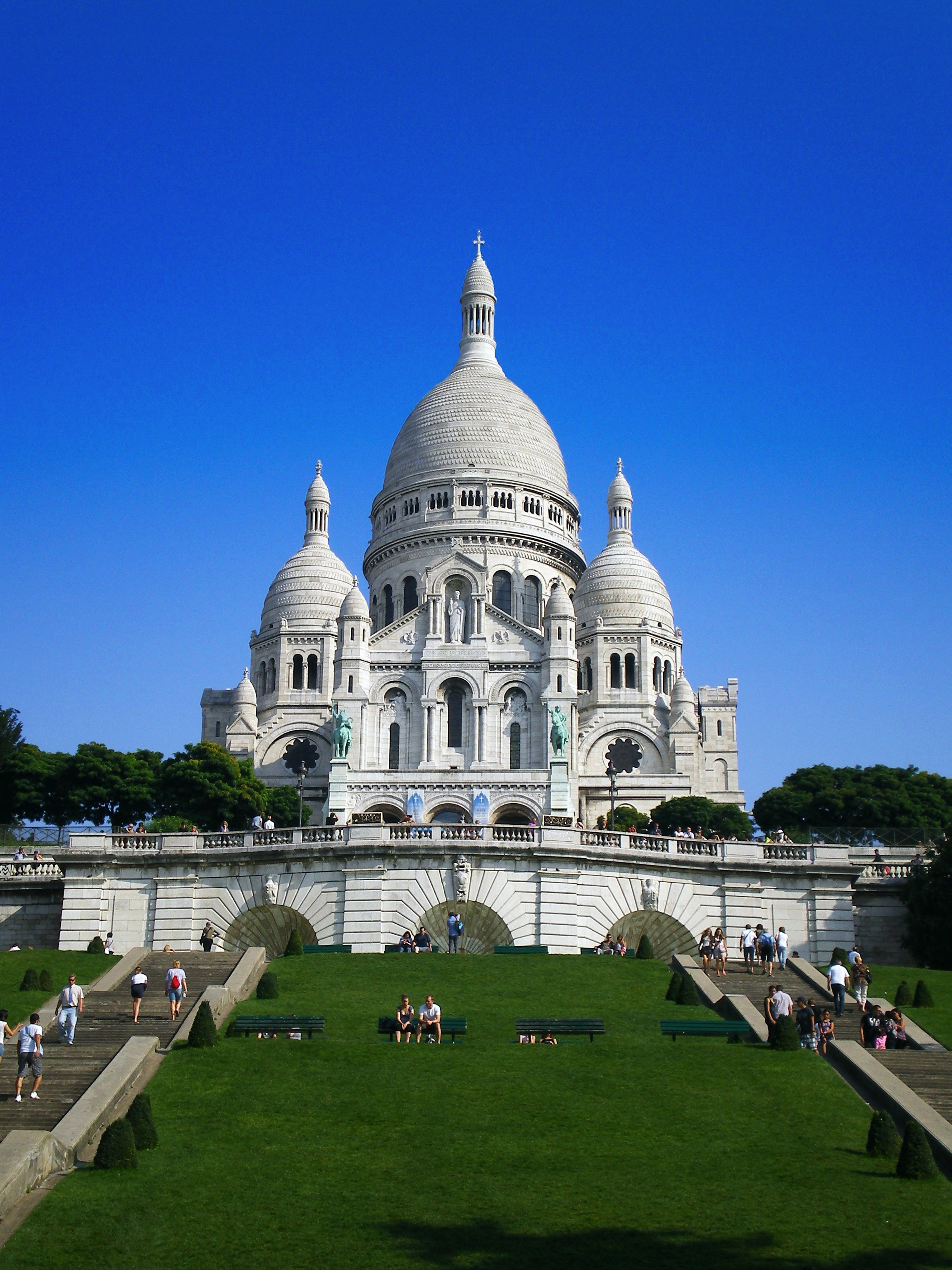
Sacré-Cœur.

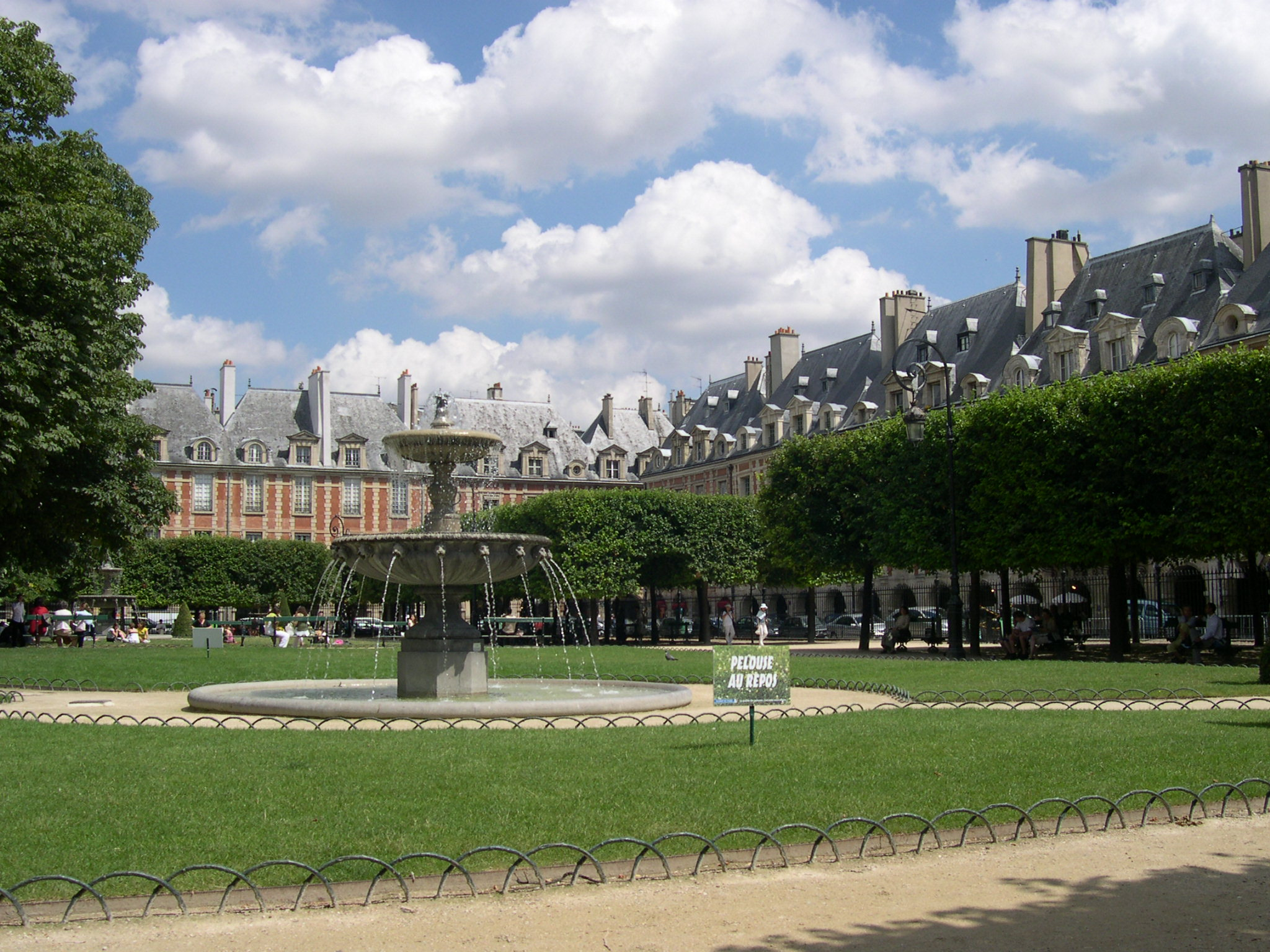
Place des Vosges.

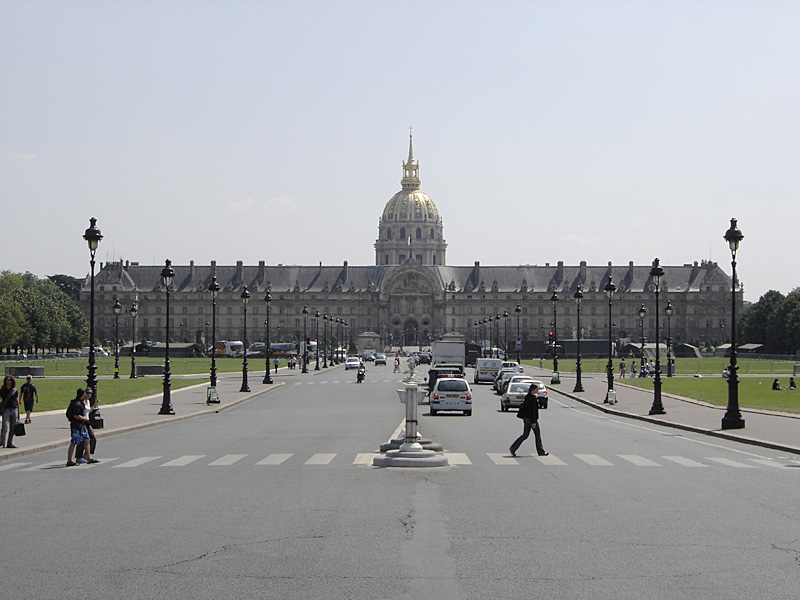
Hôtel des Invalides.

Paris främsta landmärke idag är Eiffeltornet, som byggdes till världsutställningen i Paris 1889, då hundraårsminnet av franska revolutionen firades. Eiffeltornet är sammansatt av cirka 2,5 miljoner nitar och väger cirka 10 000 ton varav 7 300 ton består av smidesjärn.
Andra kända byggnader och monument är Louvren, både dess gamla byggnader och den nya glaspyramiden på innergården som fungerar som entré till museet, Triumfbågen - ett minnesmärke med bland annat ”den okände soldatens grav”, avenyn Champs-Élysées, kulturhuset Centre Georges Pompidou, där arkitekten placerat alla rör för värme, vatten, avlopp med mera på utsidan och dessutom färgkodat dem, den moderna ”triumfbågen” bestående av kontor, i nya stadsdelen La Défense, den lilla frihetsgudinnan i Seine, obelisken vid Place de la Concorde samt Les Halles.
I konstnärskvarteret Montmartre återfinns kända kyrkan Sacré-Cœur samt teaterscenen Moulin Rouge. Kända broar är bland andra Pont Alexandre III samt Pont Neuf. Till Paris mer kända parker hör Tuilerieträdgården, Luxembourgträdgården, Champ de Mars samt Bois de Boulogne. Place des Vosges är ett torg som liknar en park och är välbesökt.

### Kyrkor
Den tidigare klosterkyrkan Saint-Denis norr om Paris var fram till 700-talet begravningsplats för nästan alla franska kungar. Katedralen Notre Dame på stadsön räknas allmänt som ett av de första exemplen på den tidiga gotiska byggnadskonsten och var hem och arbetsplats för Victor Hugos romanfigur Quasimodo i Ringaren i Notre Dame. Kyrkan Sainte-Chapelle ligger mittemot Notre Dame. Invaliddomen byggdes under 1600- och 1700-talen och tjänstgjorde som begravningsplats för betydande franska fältherrar, däribland Napoleon I, På kullen Montmartre uppfördes 1876 och 1914 Sacré-Cœur romersk-bysantinsk stil och på grund av sitt höga läge är kyrkan synlig vida kring.
Andra betydande kyrkor i Paris är Saint-Germain-des-Prés, Saint-Sulpice och La Madeleine.

### Andra sevärdheter
Andra sevärdheter är Chaillotpalatset och Hôtel de ville samt stadsdelen Marais. Slottet i Versailles ligger cirka två mil sydväst om Paris centrum.

## Bilder

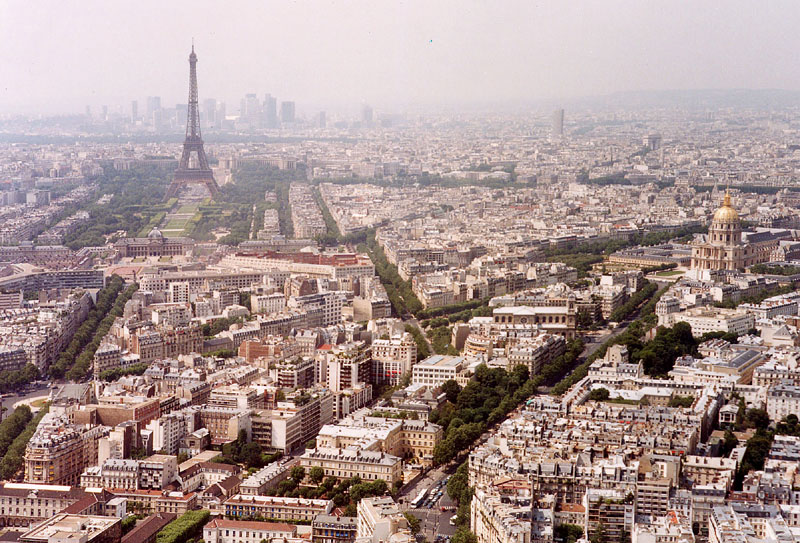
Utsikt över Paris från Montparnassetornet.
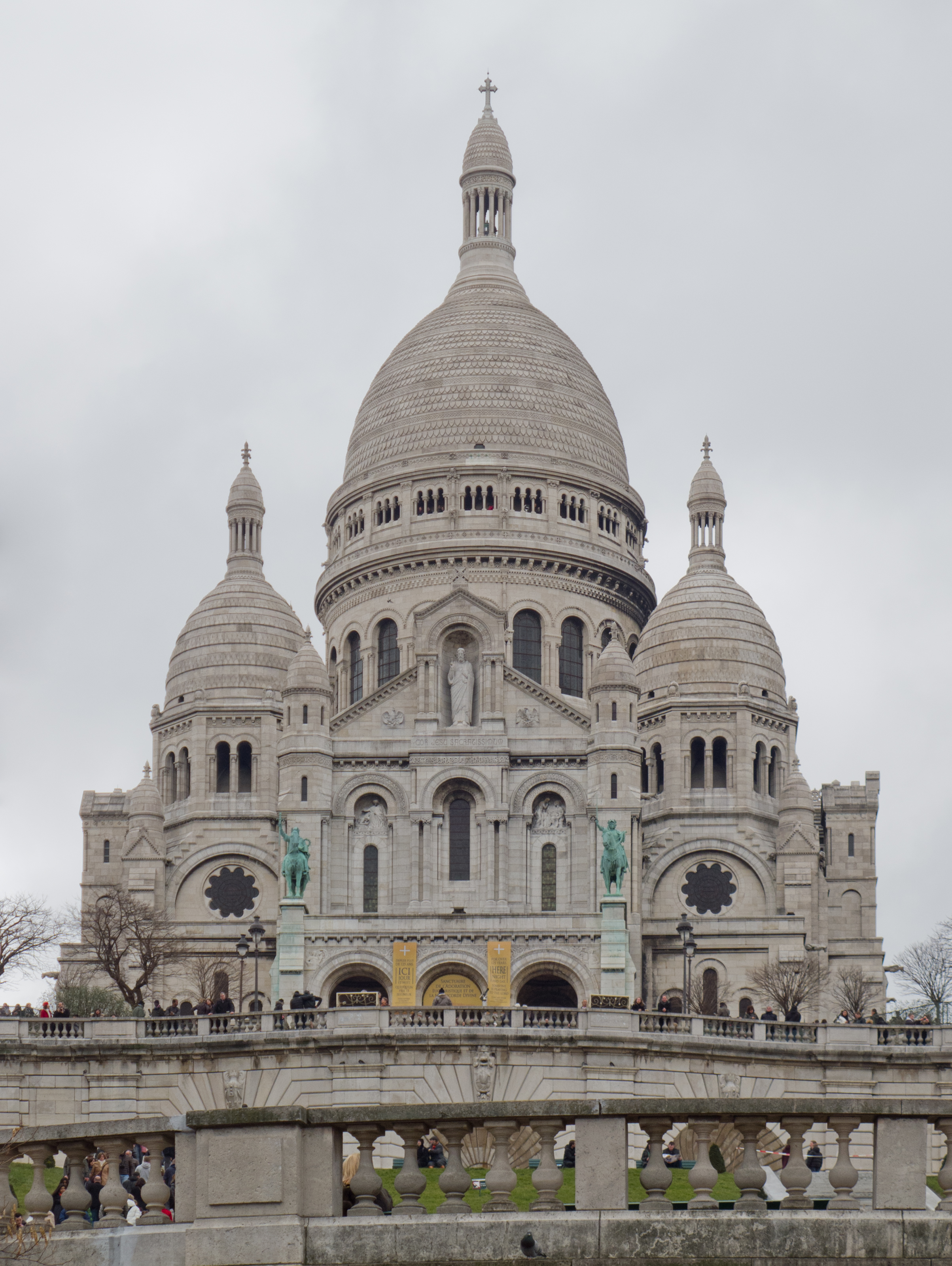
Sacré-Coeur.
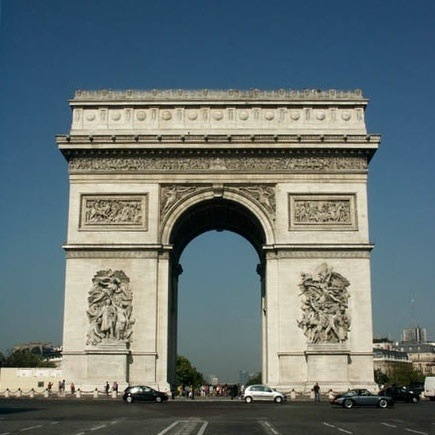
Triumfbågen, Paris.
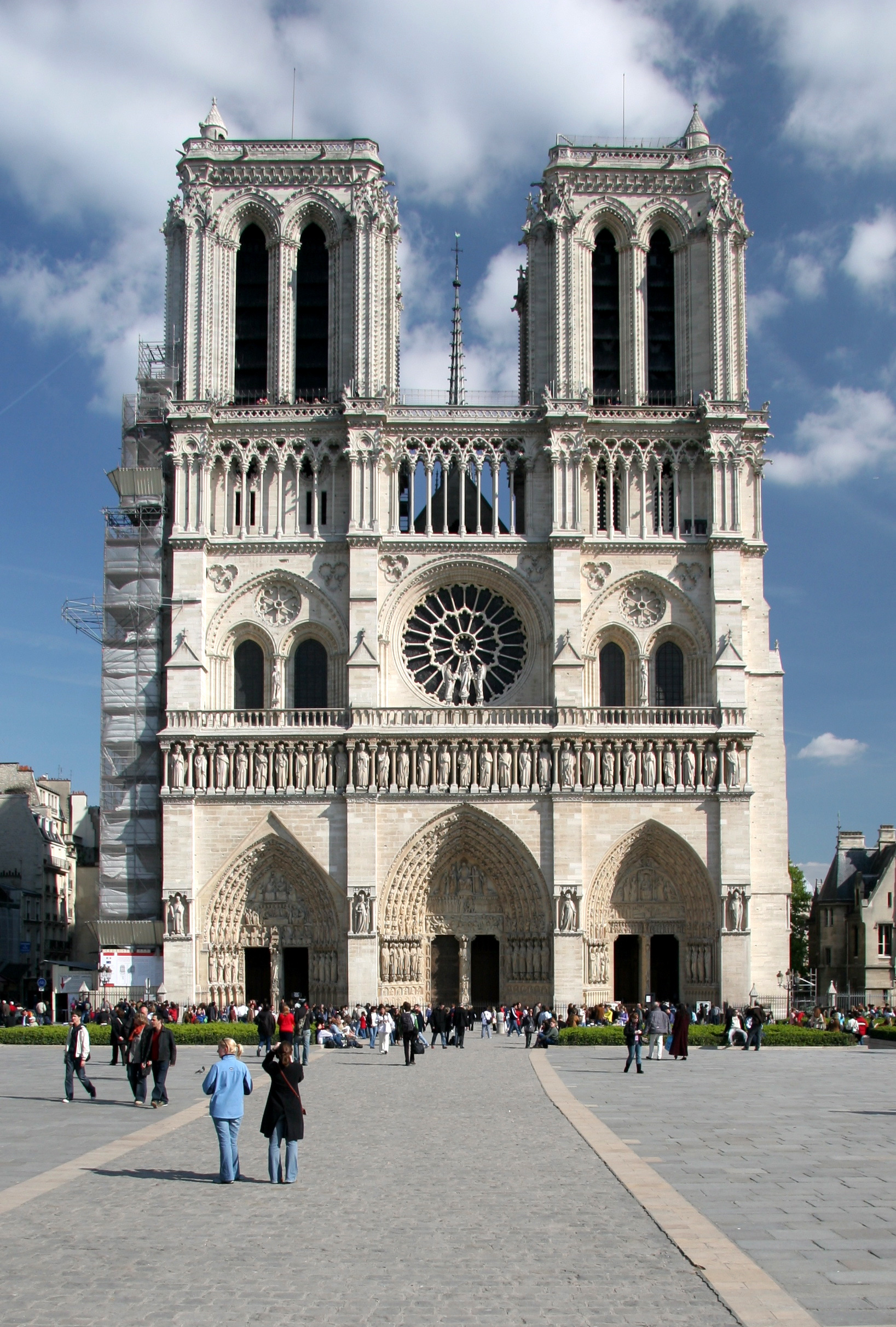
Notre-Dame de Paris.
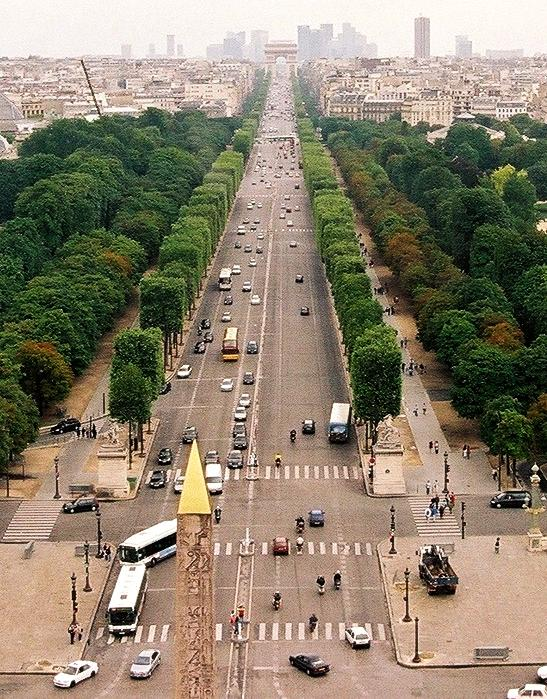
Champs-Élysées.
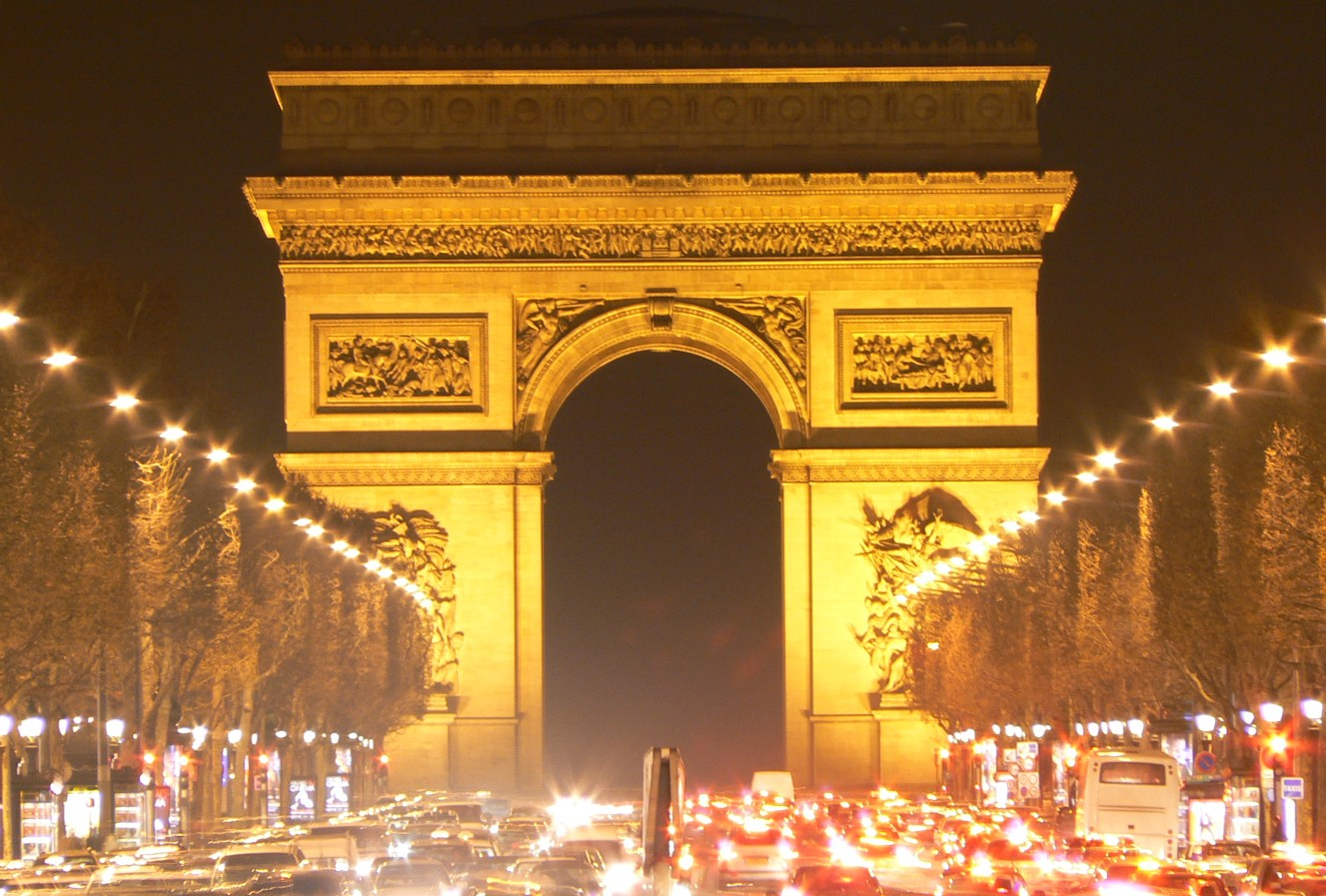
Triumfbågen på natten.
Paris på natten.